# Gerichtsbezirk Haidenschaft
Der Gerichtsbezirk Haidenschaft (slowenisch Ajdovščina, italienisch Aidussina) war ein dem Bezirksgericht Haidenschaft unterstehender Gerichtsbezirk in der Gefürsteten Grafschaft Görz und Gradisca. Haidenschaft war der flächenmäßig fünftkleinste Gerichtsbezirk der 13 Gerichtsbezirke umfassenden Grafschaft Görz und wies die siebtgrößte Einwohnerzahl auf. Der Gerichtsbezirk umfasste Gebiete in der heutigen, slowenischen Region Goriška und gehörte zum Bezirk Görz.
Nach dem Ersten Weltkrieg musste Österreich den gesamten Gerichtsbezirk an Italien abtreten, nach dem Zweiten Weltkrieg gelangte das Gebiet an Jugoslawien un ist heute Teil von Slowenien.

## Geschichte
Um 1850 wurde in der Gefürsteten Grafschaft Görz und Gradisca so wie im gesamten Kaisertum Österreich die ursprüngliche Patrimonialgerichtsbarkeit aufgelöst. In der Folge wurde unter anderen der Gerichtsbezirk Haidenschaft geschaffen. Der Gerichtsbezirk unterstand dem für die gesamte Grafschaft zuständigen Landesgericht Görz, das wiederum dem Oberlandesgericht Triest, das am 1. Mai 1850 seine Tätigkeit aufnahm, unterstellt war.
Auch nachdem Görz und Gradisca bzw. Triest sowie Istrien vom ursprünglichen Kronland Küstenland ihre Selbständigkeit als Kronland erlangten, blieb das Oberlandesgericht Triest die oberste Instanz für den Gerichtsbezirk Haidenschaft.
Der Gerichtsbezirk Haidenschaft bildete im Zuge der Trennung der politischen von der judikativen Verwaltung
ab 1868 gemeinsam mit den Gerichtsbezirken Görz und Kanalburg den Bezirk Görz.
Der Gerichtsbezirk Haidenschaft wies 1910 eine Bevölkerung von 14.788 Personen auf, von denen 14.685 Slowenisch als Umgangssprache angaben. Im Gerichtsbezirk lebten zudem 15 Deutschsprachige, 9 Italienischsprachige und 79 Anderssprachige oder Staatsfremde.
Durch die Grenzbestimmungen des am 10. September 1919 abgeschlossenen Vertrages von Saint-Germain wurde der Gerichtsbezirk Haidenschaft zur Gänze Italien zugeschlagen. Nach dem Zweiten Weltkrieg gelangte das Gebiet an Jugoslawien, heute ist es großteils Teil der Gemeinde Ajdovščina bzw. Sloweniens.

## Gerichtssprengel
Der Gerichtssprengel umfasste 1910 13 Gemeinden Črniče (Cernizza), Dol-Otlica, Gaberje, Gojače, Ajdovščina (Haidenschaft bzw. Aidussina), Kamnje, Lokavec, Rihemberk (Reifenberg), Skrilje, Šmarje (Samaria), Sveti Križ (Heiligenkreuz bzw. Santa Croce), Velike Žablje und Vrtovin.